# Arsuk
Arsuk is een dorp in de gemeente Sermersooq in het zuidwesten van Groenland. Het ligt ten noorden van Kap desolation, dertig kilometer ten zuiden van Allangorsuaqfjord en ligt tussen de Labradorzee en de berg Kunnaat en had in 2010 een inwoneraantal van 156.
De plaatsnaam Arsuk betekent in het Nederlands: De geliefde plek.